# Lasioglossum epiense
Lasioglossum epiense är en biart som först beskrevs av Cockerell 1916.  Lasioglossum epiense ingår i släktet smalbin, och familjen vägbin. Inga underarter finns listade i Catalogue of Life.